# Chiquimulilla
Chiquimulilla  es un municipio del departamento de Santa Rosa, al Sur Oriente de la República de Guatemala.  Entre sus aldeas más antiguas están Sinacantán y Nancinta, que ya se mencionan en la Constitución original del Estado de Guatemala en 1825.
Este municipio se localiza en la latitud 14° 05' 13" y en la longitud 90° 22' 48". Está limitado al norte con los municipios de Cuilapa y Pueblo Nuevo Viñas del deparatmento de Santa Rosa; al sur con el Océano Pacífico; al este con los municipios Pasaco y Moyuta del departamento de Jutiapa, y los de Santa María Ixhuatán y San Juan Tecuaco de Santa Rosa; al oeste limita con el municipio de Guazacapán en Santa Rosa.
En la época prehispánica estaba poblado por los Xincas, quienes fueron conquistados tras una férrea resistencia el 26 de mayo de 1524 por las fuerzas de Pedro de Alvarado, que incluían a soldados españoles e indígenas tlaxcaltecas, cholultecas y kakchikeles.
Tras la independencia de Centroamérica perteneció originalmente a Mita, hasta que fue incorporado al departamento de Santa Rosa en la siguiente mitad del xix.  En 1936, durante la simplificación de la administración de la República del gobierno del general Jorge Ubico integró al municipio de San Miguel Aroche como aldea a Chiquimulilla.[cita requerida]
Descendientes Xincas todavía habitan en parte de Chiquimulilla y Guazacapán.
Esta comunidad habita en el barrio de San Sebastián en la ciudad de Chiquimulilla, cabecera del municipio del mismo nombre en el departamento de Santa Rosa en el pacífico de Guatemala. Está formada por cerca de 200 familias que son a la vez condueños de un terreno comunal ubicado a cinco kilómetros de la ciudad con una superficie de 270 hectáreas (6 cab). Su título de propiedad comunal data de 1889 y está inscrito en el Registro de la propiedad (números 1227 y 344, folios 215 y 76, libros 48 y 23 de Santa Rosa).

## División política
El municipio cuenta con una Villa y 7 barrios. Barrio san Sebastián, Barrio el Centro, Barrio Belén, Barrio Milagro, Barrio Champote, Barrio Santiago, Barrio el Campamento y veintiún aldeas, Aldea San Miguel Aroche, Aldea Tierra Blanca, Aldea sicantán, Aldea Nancinta, Aldea Margaritas, Aldea el obraje, Aldea Oliveros, Aldea San Rafael las Flores, Aldea San Antonio, Aldea aldea los cerritos aldea pueblo nuevo la reforma aldea las llaves aldea el sanate aldea el papaturro aldea ojo de agua aldea el astillero aldea el ujuxtal aldea piedra grande aldea santa rosa aldea san cristobal aldea las brisas aldea nueva libertad aldea san martín  la Faja, Aldea la bomba, Aldea La Rubia, Aldea el aguacate, Aldea Placetas, Aldea El Chapetón, Aldea Casas viejas, Aldea Las Lisas, Aldea el Hawaii,  Aldea Las Escobas, Aldea Miramar, etc. las cuales, a su vez, se dividen en caseríos, cantones y fincas. Además cuenta con varias lotificaciones, tales como: Lotificación el Paraíso, Lotificación Valles de Buena vista, Lotificación Vista al Mar, Lotificación Villas de San Pablo, Lotificación los Cedrales, Lotificación San Isidro 1, Lotificación San Isidro 2, Lotificación Altos de Chiquimulilla, Lotificación Brisas de San Pablo, Lotificación Prados de San Pablo, Residenciales San Antonio, Residenciales San Angel.Colonia 19 de septiembre, Colonia la corona 1, Colonia la corona 2, Colonia Los conacastes
| Aldea                  | Caseríos                                      | Aldea | Caseríos                                                                 | Aldea                   | Caseríos                                                                                    |
| ---------------------- | --------------------------------------------- | --- | ------------------------------------------------------------------------ | ----------------------- | ------------------------------------------------------------------------------------------- |
| Villa de Chiquimulilla |                                               | El Astillero | La Unión, Bebedero, Cedrales, Conacastillo, La Guardianía, Los Ujuxtales | Los Cerritos            | El Paradero, Los LLanos, Pueblo Nuevo La Reforma                                            |

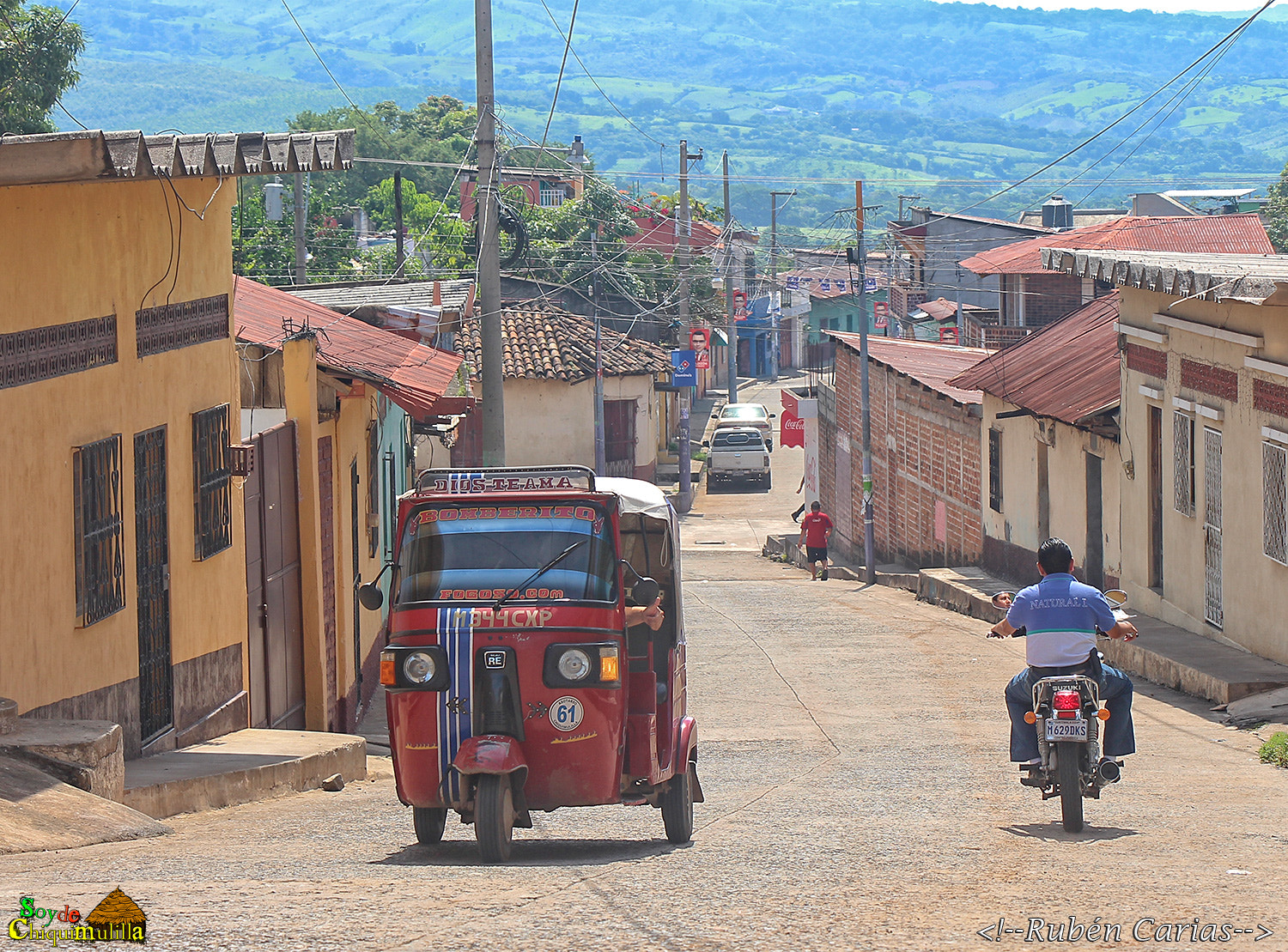
Vista del barrio San Sebastián en Chiquimulilla.

| La Faja                | Piedra Roja                                   | San Miguel Aroche | San Antonio                                                              | Ojo de Agua             | Aldea la Libertad Aldea la Morena Caserío La Morenita Caserío San Bernardo, Caserío Gudiela |
| Sinacantán             | Aldea Tierra Blanca, Caserío Tierra Blanquita | El Milagro, Caserío Guayabales, Caserío san Isidro, Caserío El Paraíso, Caserío Gibraltar, Caserío San Miguel La Cumbre, Caserío Pinzón, Caserío Villa Carlota, Parcelamiento Chanlapa, Caserío el Socorro, Caserío el Horizonte. |                                                                          | Las Escobas             |                                                                                             |
| Miramar                |                                               | El Ajal |                                                                          | Casas Viejas            | La Ginebra, Santa Rosita, La Viña del Señor, La Sarampaña, San Bernardo                     |
| Las Lisas              |                                               | Placetas |                                                                          | El Ahumado              | Los Macizos, San Cristóbal, Santa Rosa                                                      |
| El Chapetón            |                                               | Oliveros |                                                                          | EL Obraje               |                                                                                             |
| San Martín             | Las LLaves, San Antonito, El Zanate           | San Rafael Las Flores | El Salado                                                                | Las Pozas               | La Selva, La Rubia                                                                          |
| El Aguacate            | La Bomba, El Corozito                         | Las Escobas, Caserío Entre selvas | Miramar, El Milagro, El Ajal                                             | Aldea Nancinta, Caserío | Coco Azul, Caserío el Mango, Aldea Margaritas, Aldea el Astillero, Aldea el Ujuxtal         |

## Geografía física
Es el municipio más grande de Santa Rosa.
Su extensión territorial es de 499 km², se encuentra a una altura aproximada de 294 m s. n. m. , su clima es muy cálido.  Se encuentra a una distancia de 40 km de la cabecera departamental (Cuilapa) y a 116 km de la ciudad de Guatemala.

### Recursos Hídricos
El municipio de Chiquimulilla está bañado por los siguientes ríos: 
| Recurso    | Listado |
| ---------- | --- |
| Ríos       | - Oliveros - El Jute - Frío - Grande - Ixcatuna - Las Flores - Las Marías - Los Esclavos - Margaritas - Paso Caballos - Pinzón - Sinacantán - Ulapa - Umoca - Urayala - Uxuna |
| Riachuelos | - Aguacoco - Champote - Huchapi - La Corona - Santa Catarina - Las Lagunas - Coatepeque                                                                                       |

### Clima
La cabecera municipalidad de Chiquimulilla tiene clima tropical (Clasificación de Köppen: Aw).
| Parámetros climáticos promedio de Chiquimulilla | Parámetros climáticos promedio de Chiquimulilla | Parámetros climáticos promedio de Chiquimulilla | Parámetros climáticos promedio de Chiquimulilla | Parámetros climáticos promedio de Chiquimulilla | Parámetros climáticos promedio de Chiquimulilla | Parámetros climáticos promedio de Chiquimulilla | Parámetros climáticos promedio de Chiquimulilla | Parámetros climáticos promedio de Chiquimulilla | Parámetros climáticos promedio de Chiquimulilla | Parámetros climáticos promedio de Chiquimulilla | Parámetros climáticos promedio de Chiquimulilla | Parámetros climáticos promedio de Chiquimulilla | Parámetros climáticos promedio de Chiquimulilla |
| Mes                                             | Ene.                                            | Feb.                                            | Mar.                                            | Abr.                                            | May.                                            | Jun.                                            | Jul.                                            | Ago.                                            | Sep.                                            | Oct.                                            | Nov.                                            | Dic.                                            | Anual                                           |
| ----------------------------------------------- | ----------------------------------------------- | ----------------------------------------------- | ----------------------------------------------- | ----------------------------------------------- | ----------------------------------------------- | ----------------------------------------------- | ----------------------------------------------- | ----------------------------------------------- | ----------------------------------------------- | ----------------------------------------------- | ----------------------------------------------- | ----------------------------------------------- | ----------------------------------------------- |
| Temp. máx. media (°C)                           | 30.6                                            | 31.2                                            | 32.2                                            | 31.9                                            | 31.2                                            | 30.0                                            | 30.3                                            | 30.1                                            | 29.7                                            | 29.5                                            | 30.3                                            | 30.5                                            | 30.6                                            |
| Temp. media (°C)                                | 25.6                                            | 26.2                                            | 27.0                                            | 27.2                                            | 26.8                                            | 26.0                                            | 26.0                                            | 26.1                                            | 25.7                                            | 25.3                                            | 25.7                                            | 25.6                                            | 26.1                                            |
| Temp. mín. media (°C)                           | 20.7                                            | 21.2                                            | 21.9                                            | 22.5                                            | 22.5                                            | 22.0                                            | 21.8                                            | 22.1                                            | 21.8                                            | 21.2                                            | 21.2                                            | 20.8                                            | 21.6                                            |
| Precipitación total (mm)                        | 1                                               | 2                                               | 6                                               | 60                                              | 251                                             | 404                                             | 312                                             | 329                                             | 466                                             | 361                                             | 50                                              | 12                                              | 2254                                            |
| Fuente: Climate-Data.org                        |                                                 |                                                 |                                                 |                                                 |                                                 |                                                 |                                                 |                                                 |                                                 |                                                 |                                                 |                                                 |                                                 |

### Ubicación geográfica
- Norte: Cuilapa y Pueblo Nuevo Viñas, municipios del departamento de Santa Rosa
- Sur: Océano Pacífico[6]
- Este: 
  - Pasaco y Moyuta, municipios de departamento de Jutiapa
  - Santa María Ixhuatán y San Juan Tecuaco, municipios de Santa Rosa
- Oeste: Guazacapán, municipio de Santa Rosa[6]

|                   | Norte: Cuilapa y Pueblo Nuevo Viñas, municipios del departamento de Santa Rosa | |
| Oeste: Guazacapán |                                                                                | Este: Pasaco y Moyuta, municipios de departamento de Jutiapa Santa María Ixhuatán y San Juan Tecuaco, municipios de Santa Rosa |
|                   | Sur: Océano Pacífico                                                           | |

## Gobierno municipal
Los municipios se encuentran regulados en diversas leyes de la República, que establecen su forma de organización, lo relativo a la conformación de sus órganos administrativos y los tributos destinados para los mismos.  Aunque se trata de entidades autónomas, se encuentran sujetas a la legislación nacional. Las principales leyes que rigen a los municipios en Guatemala desde 1985 son:
| N.º | Ley                                                | Descripción |
| --- | -------------------------------------------------- | --- |
| 1   | Constitución Política de la República de Guatemala | Tiene una regulación legal específica en los artículos 253 al 262. |
| 2   | Ley Electoral y de Partidos Políticos              | Ley de carácter constitucional aplicable a los municipios en el tema de la conformación de sus autoridades electas. |
| 3   | Código Municipal                                   | Decreto 12-2002 del Congreso de la República de Guatemala. Tiene la categoría de ley ordinaria y contiene preceptos generales aplicables a todos los municipios, e inclusive contiene legislación referente a la creación de los municipios.             |
| 4   | Ley de Servicio Municipal                          | Decreto 1-87 del Congreso de la República de Guatemala. Regula las relaciones entra la municipalidad y los servidores públicos en materia laboral. Tiene su base constitucional en el artículo 262 de la constitución que ordena la emisión de la misma. |
| 5   | Ley General de Descentralización                   | Decreto 14-2002 del Congreso de la República de Guatemala. Regula el deber constitucional del Estado, y por ende del municipio, de promover y aplicar la descentralización y desconcentración económica y administrativa.                                |

El gobierno de los municipios de Guatemala está a cargo de un Concejo Municipal mientras que el código municipal —que tiene carácter de ley ordinaria y contiene disposiciones que se aplican a todos los municipios de Guatemala— establece que «el concejo municipal es el órgano colegiado superior de deliberación y de decisión de los asuntos municipales […] y tiene su sede en la circunscripción de la cabecera municipal». Por último, el artículo 33 del mencionado código establece que «[le] corresponde con exclusividad al concejo municipal el ejercicio del gobierno del municipio».
El concejo municipal se integra con el alcalde, los síndicos y concejales, electos directamente por sufragio universal y secreto para un período de cuatro años, pudiendo ser reelectos».
Los alcaldes que ha habido en el municipio son:
- 2000-2004: Mario de Jesús Melgar Arias
- 2004-2008: José Baruc Valle
- 2008-2012: Genaro Páez Vásquez
- 2012-2016: José Crespín[8]
- 2016-2020: Obdulio Herrarte Carrera
- 2020-2028: Rubén Darío Escobar Ruíz

## Historia

### Conquista de los xincas

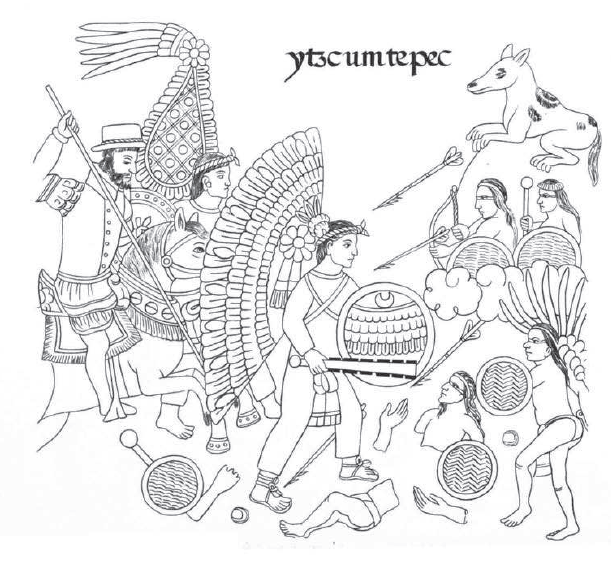
Ilustración del Lienzo de Tlaxcala en el que se muestra una escena de la conquista de Izcuintepeque.

Antes de la llegada de los españoles, la parte oriental de la llanura del Pacífico guatemalteco estaba ocupada por los pueblos nahuas y xincas.  El principal territorio xinca se encontraba al este de la principal población nahua en lo que hoy es el departamento de Santa Rosa, aunque los xincas también vivían en Jutiapa. En marzo de 1524, el reino k'iche' había sido derrotado por los españoles, a lo que siguió una alianza entre españoles y kakchiqueles en abril del mismo año, y el 8 de mayo de 1524, poco después de su llegada a Iximché, Pedro de Alvarado continuó hacia el sur hasta la costa del Pacífico, donde derrotó a los nahuas de Panacal o Panacaltepeque el 9 de mayo.
Alvarado describió su encuentro en Guazacapán, ahora un municipio de Santa Rosa, con una población que no era ni maya, ni nahua y que hablaba un idioma totalmente distinto; esta población era probablemente xinca. En aquel momento, la fuerza de Alvarado se componía de doscientos cincuenta soldados de infantería española acompañados de seis mil aliados indígenas, en su mayoría kakchiqueles, tlaxcaltecas y cholultecas. Alvarado y su ejército derrotaron a las fuerzas de la principal ciudad xinca, llamada Atiquipaque, cuya ubicación generalmente se sitúa en la zona de Taxisco, y la tomaron. Alvarado describió a los defensores como guerreros muy feroces en el combate cuerpo a cuerpo y mencionó que utilizaban lanzas, estacas y flechas envenenadas. La batalla tuvo lugar el 26 de mayo de 1524 y resultó en una reducción considerable de la población xinca. Después de la conquista de la llanura del Pacífico, los habitantes pagaron tributo a los españoles en forma de productos valiosos, tales como algodón, sal, vainilla y, sobre todo, cacao.

### Tras la independencia de Centroamérica
La constitución del Estado de Guatemala promulgada el 11 de octubre de 1825 estableció los circuitos para la administración de justicia en el territorio del Estado y menciona que el poblado de Chiquimulilla era parte del Circuito del mismo nombre en el Distrito N.º2 (Escuintla), junto con Guasacapam, Taxisco, Sinacantán, Nancinta, Tecuaco, Tepeaco, Tacuilula.
El 29 de octubre de 1825 se elevó a la población de Santa Cruz Chiquimulilla a la categoría de villa.[cita requerida]

### Fundación del departamento de Santa Rosa
La República de Guatemala fue fundada por el gobierno del presidente capitán general Rafael Carrera el 21 de marzo de 1847 para que el hasta entonces Estado de Guatemala pudiera realizar intercambios comerciales libremente con naciones extranjeras. El 25 de febrero de 1848 la región de Mita fue segregada del departamento de Chiquimula, convertida en departamento y dividida en tres distritos: Jutiapa, Santa Rosa y Jalapa.  Específicamente, el distrito de Santa Rosa incluyó a Santa Rosa como cabecera, Cuajiniquilapa, Chiquimulilla, Guazacapán, Taxisco, Pasaco,  Nancinta, Tecuaco, Sinacantán, Isguatán, Sacualpa, La Leona, Jumay y Mataquescuintla.
Más adelante, por Decreto del 8 de mayo de 1852, se decidió a crear el departamento de Santa Rosa.[cita requerida]
El municipio ha sufrido varios cambios administrativos: por decreto del 8 de mayo de 1852 pasó a formar parte de Santa Rosa, y luego fue suprimido por acuerdo gubernativo del 1 de octubre de 1883, aunque fue restablecido por el acuerdo gubernativo del 4 de enero de 1887.

### Reestructuración administrativa del gobierno de Jorge Ubico
En 1935, en un afán por simplificar la administración de la República para paliar los efectos económicos de la Gran Depresión, el gobierno del general Jorge Ubico integró a varios municipios pequeños como aldeas de municipios mayores; así, por acuerdo gubernativo del 4 de marzo de 1936 el municipio de San Miguel Aroche fue suprimido y anexado como aldea a Chiquimulilla, en donde ha permanecido desde entonces.[cita requerida]

## Grupos étnicos e idioma indígena
Aunque con un reducido número de descendientes, en el municipio habitan algunos xincas, que según datos de la caracterización municipal no superan el dos por ciento de la población. 
En Chiquimulilla no se conoce ninguna persona que hable el idioma xinca, sin embargo, se ha integrado el Consejo xinca en los cuatro municipios del sur de Santa Rosa, que está haciendo esfuerzos con la cooperación externa, par rescatar la cultura y el idioma Xinca. Patrimonio cultural: histórico y arqueológico, monumentos precolombinos y coloniales. 
En este municipio se puede considerar como valor patrimonial que está en proceso de recuperación el idioma Xinca.  También se encuentran los sitios arqueológicos de Casas Viejas, El Ujuxte, Los Cerritos y Santa Clara.[cita requerida]